# Raiponce (Disney)
Pour les articles homonymes, voir Raiponce.
 (avril 2024).
La princesse Raiponce (Rapunzel en anglais et allemand) est un personnage de fiction inspiré par le personnage du conte Raiponce des frères Grimm. Elle apparut pour la première fois dans le long métrage d'animation Raiponce (Tangled), en 2010. Elle fait partie de la franchise Princesses Disney.
Le prénom de la princesse vient de la fleur de la raiponce. Les énormes yeux verts de Raiponce évoquent la curiosité.

## Histoire
Raiponce est une princesse, fille unique du roi (Frédéric) et de la reine (Arianna) du royaume Corona. Sa mère, la reine, alors enceinte de Raiponce, tombe gravement malade. Seule une fleur magique et rare peut la guérir et la sauver. Mais cette fleur, issue d'une larme de soleil, appartient à une vieille et méchante sorcière nommée Mère Gothel, qui la cache et la conserve juste pour elle, utilisant ses pouvoirs afin de rester jeune et belle. Les gardes du château parviennent tout de même à récupérer la fleur et en font un remède qui sauve la reine et lui permet d'accoucher de son bébé: la princesse Raiponce. Cette dernière possède de magnifiques cheveux dorés.
Une nuit, la méchante sorcière Mère Gothel pénètre dans le château pour couper une mèche de cheveux du nourrisson, pensant que les pouvoirs magiques seraient conservés. Mais les cheveux perdent leur lumière d'or et leurs pouvoirs une fois coupés et deviennent bruns. Elle kidnappe alors l'enfant et l'enferme dans une tour cachée dans la forêt. Elle élève Raiponce comme sa propre fille, se servant de ses cheveux pour conserver sa jeunesse, et l'empêchant de sortir en se servant de la crédulité de la jeune princesse. Malgré cela, chaque année à l'anniversaire de Raiponce, le royaume envoie des milliers de lanternes volantes dans le ciel en souvenir de la princesse disparue dans l'espoir qu'elle revienne un jour. Raiponce assiste à ce spectacle du haut de sa tour jusqu'à ce qu'elle rencontre Flynn Rider, un bandit qui a pénétré dans la tour car il est poursuivi par la garde du royaume.

### Description
Raiponce est décrite comme une jeune fille aux magnifiques yeux verts, belle, ravissante, assez naïve, timide et curieuse de nature. Prisonnière de la tour de la méchante sorcière nommée Mère Gothel, elle passe ses journées à jouer avec Pascal, son ami caméléon, particulièrement à la cachette et à brosser ses très longs cheveux blonds. La jeune fille ne rêve que d'une chose, découvrir le monde extérieur. Sa « mère » lui interdit formellement de sortir, pour son plus grand désappointement. Elle tombera amoureuse de Flynn Rider, pour finalement se marier avec lui. Raiponce est célèbre pour sa longue chevelure blonde aux pouvoirs magiques. Flynn est un voleur qui cherche à s'emparer des trésors, il atterrit par hasard dans la tour.
Les longs cheveux blonds du personnage de Disney sont investis d'un pouvoir de guérison, comme le précise l'incantation magique qui permet de déployer les pouvoirs magiques de la chevelure blonde et dorée de Raiponce dans le film : « Fleur aux pétales d'or, répands ta magie, inverse le temps, rends-moi ce qu'il m'a pris… Guéris les blessures, éloigne la pluie, ce destin impur, rends-moi ce qu'il m'a pris, ce qu'il m'a pris… » Cependant, si on coupe une mèche de cheveux, ils deviennent bruns et perdent leurs effets et pouvoirs magiques et ne repoussent plus. Ainsi à la fin de l'histoire, la chevelure de Raiponce coupée par Flynn s'éteint sur toute sa longueur et seul un ultime fragment du pouvoir de la fleur magique se retrouve concentré dans une larme. Dans le conte des frères Grimm, Raiponce est elle aussi investie d'un pouvoir de guérison que l'on ne découvre qu'à la fin. En effet, elle guérit la cécité du prince par le biais de larmes magiques.
Raiponce marche toujours pieds nus : comme le dit Mandy Moore, "Je la considère comme la princesse Disney bohème. Elle est pieds nus et vit dans une tour. Elle peint et lit. C'est une femme de la Renaissance",.
Dans le film de Disney, c'est par une larme et dans une éclatante lumière que la vie du héros sera sauvée par Raiponce. En effet, la version de Disney est différente, car la vraie a été jugée trop « violente » (par la cécité du prince et l'exil dans le désert) pour un film principalement destiné aux enfants.

## Interprètes
- Voix originale : Mandy Moore
- Voix française : Maeva Méline
- Voix québécoise : Catherine Brunet (voix parlée) et Chloé McNeil (voix chantée)
- Voix allemande : Alexandra Neldel (voix parlée) et Pia Allgaier (voix chantée)
- Voix arabe : Jacqueline Rafiq
- Voix brésilienne : Sylvia Salustti
- Voix bulgare : Nadezhda Panayotova
- Voix cantonaise : Angela Yeung (voix parlée) et Angela Lam (voix chantée)
- Voix chinoise : Liáng Xīn-Yí (voix parlée) et Lara Veronin (voix chantée)
- Voix coréenne : Park Ji-Yun (voix parlée) et Park Sa-Byul (voix chantée)
- Voix croate : Mirela Videk (voix parlée) et Franka Batelic (voix chantée)
- Voix danoise : Cecilie Stenspil
- Voix espagnole : Carmen López Pascual
- Voix espagnole latino-américaine : Danna Paola
- Voix estonienne : Nele-Liis Vaiksoo
- Voix finnoise : Maria Ylipää
- Voix flamande : Deborah de Ridder
- Voix grecque : Ioánna Pappá (voix parlée) et Rena Morfi (voix chantée)
- Voix hébreuse : Meshi Kleinstein
- Voix hindi : Pooja Punjabi (voix parlée) et Shryti Ranz (voix chantée)
- Voix hongroise : Dorina Csifó
- Voix indonésienne : Tisa Julianti
- Voix islandaise : Ágústa Eva Erlendsdóttir
- Voix italienne : Laura Chiatti
- Voix japonaise : Nakagawa Shōko (voix parlée) et Okonogi Mari (voix chantée)
- Voix lettone : Zane Dombrovska
- Voix lithuanienne : Raminta Naujanyte-Bjelle
- Voix malaisienne : Iqa Zawani (voix parlée) et Juwita Suwito (voix chantée)
- Voix néerlandaise : Kim-Lian van der Meij
- Voix norvégienne : Marion Raven
- Voix polonaise : Julia Kamińska (voix parlée) et Katzryna Popowska (voix chantée)
- Voix portugaise : Bárbara Lourenço (voix parlée) et Anabela Pires (voix chantée)
- Voix roumaine : Alina Chinie (voix parlée) et Simona Nae (voix chantée)
- Voix russe : Victoria Nayneko
- Voix slovaque : Alzbeta Bartosová
- Voix slovène : Nika Rozman (voix parlée) et Katarina Bordner (voix chantée)
- Voix suédoise : Molly Sandén
- Voix tchèque : Ivana Korolová
- Voix thaïlandaise : Chonnai Sukwat
- Voix turque : Damla Babacan (voix parlée) et Deniz Sujana (voix chantée)
- Voix ukrainienne : Daryna Muraschenko (voix parlée) et Inna Voronova (voix chantée)

### Chansons interprétés par Raiponce
- Où est la vraie vie ? (When Will My Life Begin?)
- Où est la vraie vie ? (When Will My Life Begin?) Reprise 2
- J'ai un rêve (I've Got a Dream) avec Flynn, Hook-Hand Thub, Lord Jamie, le bandit amoureux et chœurs
- Je veux y croire (I See The Light) avec Flynn
- L'Incantation de la guérison (Healing Incantation)
- Les Larmes d'Or (The Tears Heals)